# Los Angeles Lakers 2020-2021
La stagione 2020-2021 dei Los Angeles Lakers è stata 73ª stagione della franchigia, la 72ª nella NBA, e la 61ª a Los Angeles.

## Draft
| Giro | Scelta | Giocatore       | Ruolo | Nazionalità | Università/Squadra |
| ---- | ------ | --------------- | ----- | ----------- | ------------------ |
| 1    | 28     | Jaden McDaniels | AG    | Stati Uniti | Washington Huskies |

## Roster
| \| Pos. \| Num. \| Naz. \| Nome \| Altezza \| Peso \| Data nascita \| Provenienza \| \| ---- \| ---- \| ---- \| -------------------------- \| ------- \| ------ \| ------------ \| ----------------------- \| \| AG \| 37 \| \| Antetokounmpo, Kōstas (TW) \| 208 cm \| 91 kg \| 20-11-1997 \| Dayton \| \| G \| 1 \| \| Caldwell-Pope, Kentavious \| 196 cm \| 93 kg \| 18-02-1993 \| Georgia \| \| G \| 4 \| \| Caruso, Alex \| 196 cm \| 84 kg \| 28-02-1994 \| Texas A&M \| \| C \| 2 \| \| Drummond, Andre \| 208 cm \| 127 kg \| 10-08-1993 \| Connecticut \| \| AG/C \| 3 \| \| Davis, Anthony (C) \| 208 cm \| 115 kg \| 11-03-1993 \| Kentucky \| \| C \| 39 \| \| Howard, Dwight \| 211 cm \| 116 kg \| 29-01-1985 \| Stati Uniti \| \| C \| 15 \| \| Harrell, Montrezl \| 201 cm \| 109 kg \| 29-01-1993 \| Louisville \| \| G \| 5 \| \| Horton-Tucker, Talen \| 193 cm \| 106 kg \| 25-11-2000 \| Iowa State \| \| AP \| 23 \| \| James, LeBron (C) \| 206 cm \| 113 kg \| 30-12-1984 \| St. Vincent-St. Mary HS \| \| G \| 9 \| \| Matthews, Wesley \| 193 cm \| 100 kg \| 14-10-1986 \| Marquette \| \| G \| 28 \| \| McKinnie, Alfonzo \| 201 cm \| 98 kg \| 17-09-1992 \| Green Bay Phoenix \| \| AG \| 88 \| \| Morris, Markieff \| 203 cm \| 111 kg \| 02-09-1989 \| Kansas \| \| AG \| 17 \| \| Schröder, Dennis \| 185 cm \| 78 kg \| 09-09-1985 \| Germania \| \| G \| 7 \| \| McLemore, Ben \| 191 cm \| 88 kg \| 11-02-1993 \| Kansas \| | Allenatore - Frank Vogel Assistente/i - Jason Kidd - Lionel Hollins - Quinton Crawford - Phil Handy - Mike Penberthy - Miles Simon Legenda - (C) Capitano - (FA) Free agent - (S) Sospeso - (GL) Assegnato a squadra G League affiliata - (TW) Contratto Two-way - Infortunato Roster • Transazioni · Ultima transazione: 7 aprile 2021 |                        |                            |         |        |              |                         |
| Pos. | Num. | Naz.                   | Nome                       | Altezza | Peso   | Data nascita | Provenienza             |
| AG | 37 | Grecia (bandiera)      | Antetokounmpo, Kōstas (TW) | 208 cm  | 91 kg  | 20-11-1997   | Dayton                  |
| G | 1 | Stati Uniti (bandiera) | Caldwell-Pope, Kentavious  | 196 cm  | 93 kg  | 18-02-1993   | Georgia                 |
| G | 4 | Stati Uniti (bandiera) | Caruso, Alex               | 196 cm  | 84 kg  | 28-02-1994   | Texas A&M               |
| C | 2 | Stati Uniti (bandiera) | Drummond, Andre            | 208 cm  | 127 kg | 10-08-1993   | Connecticut             |
| AG/C | 3 | Stati Uniti (bandiera) | Davis, Anthony (C)         | 208 cm  | 115 kg | 11-03-1993   | Kentucky                |
| C | 39 | Spagna (bandiera)      | Howard, Dwight             | 211 cm  | 116 kg | 29-01-1985   | Stati Uniti             |
| C | 15 | Stati Uniti (bandiera) | Harrell, Montrezl          | 201 cm  | 109 kg | 29-01-1993   | Louisville              |
| G | 5 | Stati Uniti (bandiera) | Horton-Tucker, Talen       | 193 cm  | 106 kg | 25-11-2000   | Iowa State              |
| AP | 23 | Stati Uniti (bandiera) | James, LeBron (C)          | 206 cm  | 113 kg | 30-12-1984   | St. Vincent-St. Mary HS |
| G | 9 | Stati Uniti (bandiera) | Matthews, Wesley           | 193 cm  | 100 kg | 14-10-1986   | Marquette               |
| G | 28 | Stati Uniti (bandiera) | McKinnie, Alfonzo          | 201 cm  | 98 kg  | 17-09-1992   | Green Bay Phoenix       |
| AG | 88 | Stati Uniti (bandiera) | Morris, Markieff           | 203 cm  | 111 kg | 02-09-1989   | Kansas                  |
| AG | 17 | Germania (bandiera)    | Schröder, Dennis           | 185 cm  | 78 kg  | 09-09-1985   | Germania                |
| G | 7 | Stati Uniti (bandiera) | McLemore, Ben              | 191 cm  | 88 kg  | 11-02-1993   | Kansas                  |

## Uniformi
- Casa

| Association |

- Trasferta

| Icon |

- Alternativa

| Statemant |

- Alternativa

| City |

- Alternativa

| Earned |

- Alternativa

| Classic |

## Classifiche

### Pacific Division
| Pacific Division     | V  | S  | V%   | PR   | Casa  | Trasf | Div | PG |
| -------------------- | -- | -- | ---- | ---- | ----- | ----- | --- | -- |
| y – Phoenix Suns     | 51 | 21 | .708 | 1,0  | 27–9  | 24–12 | 7–5 | 72 |
| x – L.A. Clippers    | 47 | 25 | .653 | 5,0  | 26–10 | 21–15 | 9–3 | 72 |
| xp – L.A. Lakers     | 42 | 30 | .583 | 10,0 | 21–15 | 21–15 | 4–8 | 72 |
| ep – G.S. Warriors   | 39 | 33 | .542 | 13,0 | 25–11 | 14–22 | 5–7 | 72 |
| e – Sacramento Kings | 31 | 41 | .431 | 21,0 | 16–20 | 15–21 | 5–7 | 72 |

### Western Conference
| Western Conference | Western Conference      | Western Conference | Western Conference | Western Conference | Western Conference | Western Conference |
| #                  | Squadra                 | V                  | S                  | V%                 | PR                 | PG                 |
| ------------------ | ----------------------- | ------------------ | ------------------ | ------------------ | ------------------ | ------------------ |
| 1                  | c – Utah Jazz *         | 52                 | 20                 | .722               | –                  | 72                 |
| 2                  | y – Phoenix Suns *      | 51                 | 21                 | .708               | 1,0                | 72                 |
| 3                  | x – Denver Nuggets      | 47                 | 25                 | .653               | 5,0                | 72                 |
| 4                  | x – L.A. Clippers       | 47                 | 25                 | .653               | 5,0                | 72                 |
| 5                  | y – Dallas Mavericks *  | 42                 | 30                 | .583               | 10,0               | 72                 |
| 6                  | x – Portland T. Blazers | 42                 | 30                 | .583               | 10,0               | 72                 |
|                    |                         |                    |                    |                    |                    |                    |
| 7                  | xp – L.A. Lakers        | 42                 | 30                 | .583               | 10,0               | 72                 |
| 8                  | xp – Memphis Grizzlies  | 38                 | 34                 | .528               | 14,0               | 72                 |
| 9                  | ep – G.S. Warriors      | 39                 | 33                 | .542               | 13,0               | 72                 |
| 10                 | ep – San Antonio Spurs  | 33                 | 39                 | .458               | 19,0               | 72                 |
|                    |                         |                    |                    |                    |                    |                    |
| 11                 | e – N.O. Pelicans       | 31                 | 41                 | .431               | 21,0               | 72                 |
| 12                 | e – Sacramento Kings    | 31                 | 41                 | .431               | 21,0               | 72                 |
| 13                 | e – Minnesota T'wolves  | 23                 | 49                 | .319               | 29,0               | 72                 |
| 14                 | e – Oklahoma Thunder    | 22                 | 50                 | .306               | 30,0               | 72                 |
| 15                 | e – Houston Rockets     | 17                 | 55                 | .236               | 35,0               | 72                 |

Note:
- z – Fattore campo per gli interi playoff
- c – Fattore campo per le finali di Conference
- y – Campione della division
- x – Qualificata ai playoff
- p – Qualificata ai play-in
- e – Eliminata dai playoff
- * – Leader della division

## Playoff

### Free Agency

#### Prolungamenti contrattuali
| Data        | Giocatore                | Contratto             |
| ----------- | ------------------------ | --------------------- |
| 22 novembre | Kentavious Caldwell-Pope | 3 anni - $40 milioni  |
| 23 novembre | Markieff Morris          | 1 anni - $1,4 milioni |
| 26 novembre | Kostas Antetokounmpo     | Contratto Two-way     |
| 1 dicembre  | Jared Dudley             | 1 anni - $2,6 milioni |
| 2 dicembre  | LeBron James             | 2 anni - $85 milioni  |
| 3 dicembre  | Anthony Davis            | 5 anni - $190 milioni |
| 4 dicembre  | Quinn Cook               | 1 anni - $1,7 milioni |
| 20 dicembre | Kyle Kuzma               | 3 anni - $40 milioni  |

#### Acquisti
| Data        | Giocatore        | Contratto             | Provenienza         |
| ----------- | ---------------- | --------------------- | ------------------- |
| 22 novembre | Montrezl Harrell | 2 anno - $19 milioni  | L.A. Clippers       |
| 22 novembre | Wesley Matthews  | 1 anno - $3,6 milioni | Milwaukee Bucks     |
| 24 novembre | Marc Gasol       | 2 anno - $5,3 milioni | Toronto Raptors     |
| 28 marzo    | Andre Drummond   | 1 anno - $794.536     | Cleveland Cavaliers |
| 6 aprile    | Ben McLemore     | 1 anno - $455.000     | Houston Rockets     |

#### Cessioni
| Data        | Giocatore     | Motivo     | Nuova squadra       |
| ----------- | ------------- | ---------- | ------------------- |
| 21 novembre | Dwight Howard | Rilasciato | Philadelphia 76ers  |
| 23 novembre | Avery Bradley | Rilasciato | Miami Heat          |
| 23 novembre | Rajon Rondo   | Rilasciato | Atlanta Hawks       |
| 22 febbraio | Quinn Cook    | Tagliato   | Cleveland Cavaliers |

### Scambi
| 18 novembre 2020 | L.A. LakersDennis Schröder              | Oklahoma ThunderDanny Green Draft rights per Jaden McDaniels (2020 #28) |
| 23 novembre 2020 | L.A. LakersAlfonzo McKinnie Jordan Bell | Cleveland CavaliersJavale McGee Scelta 2º giro Draft 2026               |